# Arctosa indica
Arctosa indica este o specie de păianjeni din genul Arctosa, familia Lycosidae, descrisă de Benoy Krishna Tikader și Malhotra, 1980. Conform Catalogue of Life specia Arctosa indica nu are subspecii cunoscute.